# Olympische Sommerspiele 1972/Reiten
Bei den XX. Olympischen Spielen 1972 in München wurden vom 29. August bis 11. September sechs Wettbewerbe im Reiten ausgetragen. Austragungsorte waren das Reitstadion Riem für die Vielseitigkeitswettkämpfe, das Olympiastadion für die Wettkämpfe im Springreiten sowie ein temporäres Stadion im Schlosspark Nymphenburg für das Dressurreiten.

## Bilanz

### Medaillenspiegel
| Platz  | Land               | Gold | Silber | Bronze | Gesamt |
| ------ | ------------------ | ---- | ------ | ------ | ------ |
| 1      | BR Deutschland     | 2    | 1      | 2      | 5      |
| 2      | Großbritannien     | 2    | 1      | –      | 3      |
| 3      | Italien            | 1    | 1      | 1      | 3      |
| 4      | Sowjetunion        | 1    | 1      | –      | 2      |
| 5      | Vereinigte Staaten | –    | 2      | 1      | 3      |
| 6      | Schweden           | –    | –      | 2      | 2      |
| Gesamt | Gesamt             | 6    | 6      | 6      | 18     |

### Medaillengewinner
| Disziplin                 | Gold | Silber | Bronze |
| ------------------------- | --- | --- | --- |
| Dressur Einzel            | Liselott Linsenhoff auf Piaff (GER) | Jelena Petuschkowa auf Pepel (URS) | Josef Neckermann auf Venetia (GER) |
| Dressur Mannschaft        | SowjetunionJelena Petuschkowa auf Pepel Iwan Kisimow auf Ichor Iwan Kalita auf Tarif                                                           | BR DeutschlandLiselott Linsenhoff auf Piaff Josef Neckermann auf Venetia Karin Schlüter auf Liostro                                               | SchwedenUlla Håkansson auf Ajax Ninna Swaab auf Casanova Maud von Rosen auf Lucky Boy                                                      |
| Springen Einzel           | Graziano Mancinelli auf Ambassador (ITA) | Ann Moore auf Psalm (GBR) | Neal Shapiro auf Sloopy (USA) |
| Springen Mannschaft       | BR DeutschlandFritz Ligges auf Robin Gerd Wiltfang auf Askan Hartwig Steenken auf Simona Hans Günter Winkler auf Torphy                        | Vereinigte StaatenWilliam Steinkraus auf Main spring Neal Shapiro auf Sloopy Kathryn Kusner auf Fleet apple Frank Chapot auf White Lightning      | ItalienVittorio Orlandi auf Fulmer feather Raimondo D’Inzeo auf Fiorello Graziano Mancinelli auf Ambassador Piero D’Inzeo auf Easter light |
| Vielseitigkeit Einzel     | Richard Meade auf Laurieston (GBR) | Alessandro Argenton auf Woodland (ITA) | Jan Jönsson auf Sarajevo (SWE) |
| Vielseitigkeit Mannschaft | GroßbritannienRichard Meade auf Laurieston Mary Gordon-Watson auf Cornishman V Bridget Parker auf Cornish Gold Mark Phillips auf Great Ovation | Vereinigte StaatenKevin Freeman auf Good Mixture Bruce Davidson auf Plain Sailing John Michael Plumb auf Free and easy James Wofford auf Kilkenny | BR DeutschlandHarry Klugmann auf Christopher Robert Lutz Goessing auf Chicago Karl Schultz auf Pisco Horst Karsten auf Sioux               |

## Wettbewerbe und Zeitplan
| DR | Dressur | GR | Gelände |  | Springen (Finale) | 000 | Qualifikation |  | Finale |

| Wettbewerbe und Zeitplan Reiten | Wettbewerbe und Zeitplan Reiten | Wettbewerbe und Zeitplan Reiten | Wettbewerbe und Zeitplan Reiten | Wettbewerbe und Zeitplan Reiten | Wettbewerbe und Zeitplan Reiten | Wettbewerbe und Zeitplan Reiten | Wettbewerbe und Zeitplan Reiten | Wettbewerbe und Zeitplan Reiten | Wettbewerbe und Zeitplan Reiten | Wettbewerbe und Zeitplan Reiten | Wettbewerbe und Zeitplan Reiten | Wettbewerbe und Zeitplan Reiten | Wettbewerbe und Zeitplan Reiten | Wettbewerbe und Zeitplan Reiten |
| Wettbewerbe                     | August / September              | August / September              | August / September              | August / September              | August / September              | August / September              | August / September              | August / September              | August / September              | August / September              | August / September              | August / September              | August / September              | August / September              |
| Wettbewerbe                     | 29.                             | 30.                             | 31.                             | 01.                             | 02.                             | 03.                             | 04.                             | 05.                             | 06.                             | 07.                             | 08.                             | 09.                             | 10.                             | 11.                             |
| ------------------------------- | ------------------------------- | ------------------------------- | ------------------------------- | ------------------------------- | ------------------------------- | ------------------------------- | ------------------------------- | ------------------------------- | ------------------------------- | ------------------------------- | ------------------------------- | ------------------------------- | ------------------------------- | ------------------------------- |
| Dressur Einzel                  |                                 |                                 |                                 |                                 |                                 |                                 |                                 |                                 |                                 |                                 |                                 |                                 |                                 |                                 |
| Dressur Mannschaft              |                                 |                                 |                                 |                                 |                                 |                                 |                                 |                                 |                                 |                                 |                                 |                                 |                                 |                                 |
| Springen Einzel                 |                                 |                                 |                                 |                                 |                                 |                                 |                                 |                                 |                                 |                                 |                                 |                                 |                                 |                                 |
| Springen Mannschaft             |                                 |                                 |                                 |                                 |                                 |                                 |                                 |                                 |                                 |                                 |                                 |                                 |                                 |                                 |
| Vielseitigkeit Einzel           | DR                              | DR                              | GR                              |                                 |                                 |                                 |                                 |                                 |                                 |                                 |                                 |                                 |                                 |                                 |
| Vielseitigkeit Mannschaft       | DR                              | DR                              | GR                              |                                 |                                 |                                 |                                 |                                 |                                 |                                 |                                 |                                 |                                 |                                 |

## Dressur

### Einzel
| Platz | Reiter und Pferd                | Land | Punkte |
| ----- | ------------------------------- | ---- | ------ |
| 1     | Liselott Linsenhoff auf „Piaff“ | GER  | 1.229  |
| 2     | Jelena Petuschkowa auf „Pepel“  | URS  | 1.185  |
| 3     | Josef Neckermann auf „Venetia“  | GER  | 1.177  |
| 4     | Iwan Kisimow auf „Ichor“        | URS  | 1.159  |
| 5     | Iwan Kalita auf „Tarif“         | URS  | 1.130  |
| 6     | Ulla Håkansson auf „Ajax“       | SWE  | 1.126  |
| 7     | Karin Schlüter auf „Liostro“    | GER  | 1.113  |
| 8     | Maud von Rosen auf „Lucky Boy“  | SWE  | 1.088  |

Teilnehmer: 33 Reiter aus 13 Ländern
Finale am 9. September

### Mannschaft
| Platz | Land Reiter und Pferd                                                                                          | Gesamt Punkte           |
| ----- | --- | ----------------------- |
| 1     | Sowjetunion Jelena Petuschkowa auf „Pepel“ Iwan Kisimow auf „Ichor“ Iwan Kalita auf „Tarif“                    | 5.095 1.747 1.701 1.647 |
| 2     | BR Deutschland Liselott Linsenhoff auf „Piaff“ Josef Neckermann auf „Venetia“ Karin Schlüter auf „Liostro“     | 5.083 1.763 1.706 1.614 |
| 3     | Schweden Ulla Håkansson auf „Ajax“ Ninna Swaab auf „Casanova“ Maud von Rosen auf „Lucky Boy“                   | 4.849 1.649 1.622 1.578 |
| 4     | Dänemark Aksel Malling Mikkelsen auf „Talisman“ Ulla Petersen auf „Chigwell“ Charlotte Ingemann auf „Souliman“ | 4.606 1.597 1.534 1.475 |
| 5     | DDR Gerhard Brockmüller auf „Marios“ Wolfgang Müller auf „Semafor“ Horst Köhler auf „Imanuel“                  | 4.552 1.545 1.521 1.486 |
| 6     | Kanada Christilot Hanson auf „Armagnac“ Cecil Neale auf „Bonne Année“ Lorraine Stubbs auf „Venezuela“          | 4.418 1.615 1.424 1.379 |
| 7     | Schweiz Christine Stückelberger auf „Granat“ Hermann Dür auf „Sod“ Marita Aeschbacher auf „Charlamp“           | 4.383 1.528 1.466 1.389 |
| 8     | Niederlande Anny van Doorne auf „Pericles“ Friederike Benedictus auf „Turista“ John Swaab auf „Maharadscha“    | 4.309 1.480 1.420 1.409 |

Teilnehmer: 10 Mannschaften
Finale am 7. September
Die Mannschaftswertung ergab sich aus den Ergebnissen der Qualifikation des Einzelwettbewerbes.

## Springreiten

### Einzel
| Platz | Land | Reiter und Pferd                     | Strafpunkte | Strafpunkte | Strafpunkte | Strafpunkte |
| Platz | Land | Reiter und Pferd                     | Gesamt      | 1. Umlauf   | 2. Umlauf   | Stechen     |
| ----- | ---- | ------------------------------------ | ----------- | ----------- | ----------- | ----------- |
| 1     | ITA  | Graziano Mancinelli auf „Ambassador“ | 8,00        | 0,00        | 8,00        | 0,00        |
| 2     | GBR  | Ann Moore auf „Psalm“                | 8,00        | 0,00        | 8,00        | 3,00        |
| 3     | USA  | Neal Shapiro auf „Sloopy“            | 8,00        | 4,00        | 4,00        | 8,00        |
| 4     | CAN  | James Day auf „Steelmaster“          | 8,75        | 0,00        | 8,75        | –           |
| 4     | AUT  | Hugo Simon auf „Lavendel“            | 8,75        | 4,75        | 4,00        | –           |
| 4     | GER  | Hartwig Steenken auf „Simona“        | 8,75        | 4,00        | 4,75        | –           |
| 7     | FRA  | Jean-Marcel Rozier auf „Sans souci“  | 12,00       | 4,00        | 8,00        | –           |
| 8     | ESP  | Alfonso Segovia auf „Tic Tac“        | 16,00       | 4,00        | 12,00       | –           |
| 8     | GER  | Fritz Ligges auf „Robin“             | 16,00       | 4,00        | 12,00       | –           |

Teilnehmer: 54 Reiter aus 21 Ländern
Finale am 3. September

### Mannschaft
| Platz | Land Reiter und Pferd | Strafpunkte                       | Strafpunkte                     | Strafpunkte                     | Strafpunkte |
| Platz | Land Reiter und Pferd | Gesamt                            | 1. Umlauf                       | 2. Umlauf                       |             |
| ----- | --- | --------------------------------- | ------------------------------- | ------------------------------- | ----------- |
| 1     | BR Deutschland Fritz Ligges auf „Robin“ Gerd Wiltfang auf „Askan“ Hartwig Steenken auf „Simona“ Hans Günter Winkler auf „Torphy“                    | 32,00 08,00 12,00 16,00           | 16,00 04,00 08,00 04,00 0(8,00) | 16,00 04,00 04,00 08,00 0(8,00) |             |
| 2     | USA William Steinkraus auf „Main spring“ Neal Shapiro auf „Sloopy“ Kathryn Kusner auf „Fleet apple“ Frank Chapot auf „White Lightning “             | 32,25 04,00 08,25 32,00 36,00     | 16,25 00,00 08,25 (20,00) 08,00 | 16,00 04,00 00,00 12,00 (28,00) |             |
| 3     | Italien Vittorio Orlandi auf „Fulmer feather“ Raimondo D’Inzeo auf „Fiorello“ Graziano Mancinelli auf „Ambassador“ Piero D’Inzeo auf „Easter light“ | 48,00 08,00 12,00 28,00 135,250   | 32,00 04,00 08,00 20,00 (87,25) | 16,00 04,00 04,00 08,00 (48,00) |             |
| 4     | Großbritannien Michael John Saywell auf „Hideaway“ Harvey Smith auf „Summertime“ David Broome auf „Manhattan“ Ann Moore auf „Psalm“                 | 51,00 16,00 20,00 32,00           | 23,00 08,00 (16,00) 04,00 11,00 | 28,00 08,00 4,00 16,00 (22,00)  |             |
| 5     | Schweiz Monica Weier auf „Erbach“ Paul Weier auf „Wulf“ Max Hauri auf „Haiti“ Hermann von Siebenthal auf „Havanna royal“                            | 61,25 17,75 20,00 23,50 135,250   | 33,25 09,75 08,00 15,50 (87,25) | 28,00 08,00 12,00 08,00 (48,00) |             |
| 6     | Kanada James Elder auf „Houdini“ James Day auf „Happy fellow“ Terrance Millar auf „le Dauphin“ Ian Millar auf „Shoeman“                             | 64,00 08,00 24,00 35,00 44,00     | 36,00 04,00 12,00 (23,00) 20,00 | 28,00 04,00 12,00 (24,00)       |             |
| 7     | Spanien Alfonso Segovia auf „Tic Tac“ Enrique Martínez auf „Val de Loire“ Luis Alvarez Cervera auf „Acorn“ Duque de Aveyro auf „Sunday beau“        | 66,00 19,00 28,00 115,250         | 23,00 04,00 07,00 12,00 (67,25) | 43,00 15,00 12,00 16,00 (48,00) |             |
| 8     | Argentinien Hugo Arrambide auf „Camalote“ Roberto Tagle auf „Simple“ Jorge Llambí auf „Okey amigo“ Argentino Molinuevo auf „Abracadabra“            | 121,000 27,00 46,00 48,00 135,250 | 41,00 15,00 26,00 00,00 (87,25) | 80,00 12,00 20,00 48,00 (48,00) |             |

Teilnehmer: 17 Mannschaften
Finale am 11. September
Zahlen in Klammern sind Streichresultate

## Vielseitigkeit

### Einzel
| Platz | Land | Reiter und Pferd                      | Gesamt Punkte | Dressur Punkte | Gelände Punkte | Springen Punkte |
| ----- | ---- | ------------------------------------- | ------------- | -------------- | -------------- | --------------- |
| 1     | GBR  | Richard Meade auf „Laurieston“        | 57,73         | −50,67         | 108,400        | 0,00            |
| 2     | ITA  | Alessandro Argenton auf „Woodland“    | 43,33         | −48,67         | 92,00          | 0,00            |
| 3     | SWE  | Jan Jönsson auf „Sarajevo“            | 39,67         | −50,33         | 90,00          | 0,00            |
| 4     | GBR  | Mary Gordon-Watson auf „Cornishman V“ | 30,27         | −51,33         | 81,60          | 0,00            |
| 5     | USA  | Kevin Freeman auf „Good Mixture“      | 29,87         | −51,33         | 91,20          | −10,0000        |
| 6     | AUS  | Bill Roycroft auf „Warrathoola“       | 29,60         | −36,00         | 65,60          | 0,00            |
| 7     | AUS  | Richard Sands auf „Dépêche“           | 24,87         | −64,33         | 99,20          | −10,0000        |
| 8     | USA  | Bruce Davidson auf „Plain Sailing“    | 24,47         | −40,33         | 74,80          | −10,0000        |

29. August bis 1. September

Teilnehmer: 73 Reiter aus 20 Ländern

### Mannschaft
| Platz | Land Reiter und Pferd | Gesamt Punkte                             |
| ----- | --- | ----------------------------------------- |
| 1     | Großbritannien Richard Meade auf „Laurieston“ Mary Gordon-Watson auf „Cornishman V“ Bridget Parker auf „Cornish Gold“ Mark Phillips auf „Great Ovation“ | 95,53 57,73 30,27 07,53 (–134,33)00       |
| 2     | USA Kevin Freeman auf „Good Mixture“ Bruce Davidson auf „Plain Sailing“ John Michael Plumb auf „Free and easy“ James Wofford auf „Kilkenny“             | 10,81 29,87 24,47 –43,530 (–99,83)0       |
| 3     | BR Deutschland Harry Klugmann auf „Christopher Robert“ Lutz Goessing auf „Chicago“ Karl Schultz auf „Pisco“ Horst Karsten auf „Sioux“                   | –18,000 8,00 –0,40 –25,600 –              |
| 4     | Australien Bill Roycroft auf „Warrathoola“ Richard Sands auf „Dépêche“ Brian Schrapel auf „Wakool“ Clarke Roycroft auf „Furtive“                        | –27,860 29,60 24,87 –82,330 (–296,12)00   |
| 5     | DDR Rudolf Beerbohm auf „Ingolf“ Jens Niehls auf „Big Ben“ Joachim Brohmann auf „Uranio“ Helmut Gille auf „Pflicht“                                     | –127,9300 03,80 –60,000 –71,730 (–74,20)0 |
| 6     | Schweiz Paul Hürlimann auf „Grand times“ Anton Bühler auf „Wukari“ Alfred Schwarzenbach auf „Big boy“ Max Hauri auf „Red Baron“                         | –156,4300 –11,030 –19,870 –125,5300 –     |
| 7     | Sowjetunion Sergej Muhin auf „Reisfeder“ Walentin Gorelkin auf „Rock“ Wladimir Lanjugin auf „Zimar“ Mamadschan Ismailow auf „Trest“                     | –190,0600 –0,13 –34,930 –155,0000 –       |
| 8     | Italien Alessandro Argenton auf „Woodland“ Dino Costantini auf „Lord Jim“ Mario Turner auf „Forgotten Fred“ Stefano Angioni auf „Sauvage“               | –203,5800 43,33 –98,180 –148,7300 –       |

29. Oktober bis 1. September

Teilnehmer: 18 Mannschaften
Die Mannschaftswertung ergab sich aus den Ergebnissen des Einzelwettbewerbes.
Zahlen in Klammern sind Streichresultate